# SDSS J001820.5−093939.2
SDSS J001820.5–093939.2 eller förkortat SDSS J001820–0939, är en ensam stjärna belägen i den mellersta delen av stjärnbilden Valfisken. Den har en skenbar magnitud av ca 15,5 (G) och kräver ett kraftfullt teleskop med kamera för att kunna observeras. Baserat på parallax enligt Gaia Data Release 3 på ca 2,95 mas beräknas den befinna sig på ett avstånd av ca 1 110 ljusår (ca  130 parsec) från solen. Den rör sig närmare solen med en heliocentrisk radialhastighet av ca -123 km/s.

## Egenskaper
SDSS J001820.5–093939.2 är en kall gul till vit stjärna i huvudserien av spektralklass F9. Den har en radie av ca 0,41 solradie och utsänder energi från dess fotosfär motsvarande ca 0,073 gånger solen vid en effektiv temperatur av ca 4&nbs700 K. Det är den första stjärnan som föreslagits vara en massiv andra generationens stjärna och har en låg metallicitet av endast -2,65 dex.
Under de senaste trettio (2025) åren har astronomer genomfört storskaliga undersökningar för att hitta lågmasse- och metallfattiga stjärnor som bildats i det tidiga universum. Projekten Sloan Digital Sky Survey (SDSS) och Sloan Extension for Galactic Understanding and Exploration (SEGUE) är de senaste för att få bevis för ålder, kemisk sammansättning och distribution av stjärnor i Vintergatan, och gav viktiga ledtrådar att förstå strukturen, bildningen och utvecklingen av Vintergatans galax.